# バート・キャメロン
バートランド・キャメロン（Bertland Cameron、1959年11月16日 - ）は、ジャマイカの陸上競技選手。1980年代に400mを中心に活躍した男子短距離選手。1988年ソウルオリンピックの銀メダリストである。スパニッシュ・タウン出身。通称バート（Bert）。

## 経歴
キャメロンは、1980年モスクワオリンピックでは400mに出場し、二次予選どまりであったものの、1982年のコモンウェルスゲームズでは、45秒89の記録で、モスクワ大会でこの種目の銀メダリストであるオーストラリアのリック・ミッチェルを破り金メダルを獲得した。
1983年の第1回の世界選手権では、45秒05で、アメリカのマイケル・フランクス、サンダー・ニックスらをおさえて、初代世界チャンピオンに輝いた。4×400mRでは、キャメロン抜きで予選に出場し予選落ちしたためキャメロンの出場する機会はなかった。
1984年ロサンゼルスオリンピックでは、準決勝を勝ち上がり決勝に進出したものの、決勝を棄権している。1987年の世界選手権では、400mと4×400mRに出場。400mは準決勝で敗退。4×400mRは決勝に進出したものの6位に終わっている。なお、この大会では開会式でジャマイカ選手団の旗手を務めた。
3大会連続となる1988年ソウルオリンピックでも400mと4×400mRに出場。400mは準決勝で44秒50の自己ベストを出し決勝進出を果たす。しかし決勝では44秒94とタイムを落とし、6位に終わった。そして、キャメロンにとってオリンピック最後の種目となった4×400mRでは、アンカーを務め、世界タイ記録を出したアメリカから4秒以上も離されたものの、3位の西ドイツらをおさえ3分00秒30で銅メダルを獲得した。

## 自己ベスト
- 400m - 44秒50 (1988年)

## 主な実績
| 年   | 大会                   | 場所                               | 種目    | 結果      | 記録      |
| ---- | ---------------------- | ---------------------------------- | ------- | --------- | --------- |
| 1978 | コモンウェルスゲームズ | エドモントン(カナダ)               | 400m    | 6位（qf） | 47秒20    |
| 1978 | コモンウェルスゲームズ | エドモントン(カナダ)               | 4×400mR | 2位       | 3分04秒00 |
| 1980 | オリンピック           | モスクワ(ソビエト連邦)             | 400m    | 6位（qf） | 47秒31    |
| 1980 | オリンピック           | モスクワ(ソビエト連邦)             | 4×400mR | -（q）    | DNF       |
| 1981 | IAAFワールドカップ     | ローマ(イタリア)                   | 400m    | 3位       | 45秒27    |
| 1982 | コモンウェルスゲームズ | ブリズベン(オーストラリア)         | 400m    | 1位       | 45秒89    |
| 1983 | 世界陸上競技選手権大会 | ヘルシンキ(フィンランド)           | 400m    | 1位       | 45秒05    |
| 1984 | オリンピック           | ロサンゼルス(アメリカ合衆国)       | 400m    | -         | DNS       |
| 1987 | パンアメリカン競技大会 | インディアナポリス(アメリカ合衆国) | 400m    | 2位       | 44秒72    |
| 1987 | 世界陸上競技選手権大会 | ローマ(イタリア)                   | 400m    | 6位（sf） | 45秒19    |
| 1987 | 世界陸上競技選手権大会 | ローマ(イタリア)                   | 4×400mR | 6位       | 3分04秒53 |
| 1988 | オリンピック           | ソウル（韓国）                     | 400m    | 6位       | 44秒94    |
| 1988 | オリンピック           | ソウル（韓国）                     | 4×400mR | 2位       | 3分00秒30 |

- sfは準決勝、qfは二次予選、qは予選